# یواس‌آرسی موهاک (۱۹۰۴)
یواس‌آرسی موهاک (۱۹۰۴) (به انگلیسی: USRC Mohawk (1904)) یک کشتی بود که طول آن ۲۰۵ فوت ۶ اینچ (۶۲٫۶۴ متر) بود.